# Мурэн
Му́рэн (монг. Мөрөн [mʊrɵn, mɵrən], букв. «большая река») — город в Монголии, административный центр аймака Хувсгел.

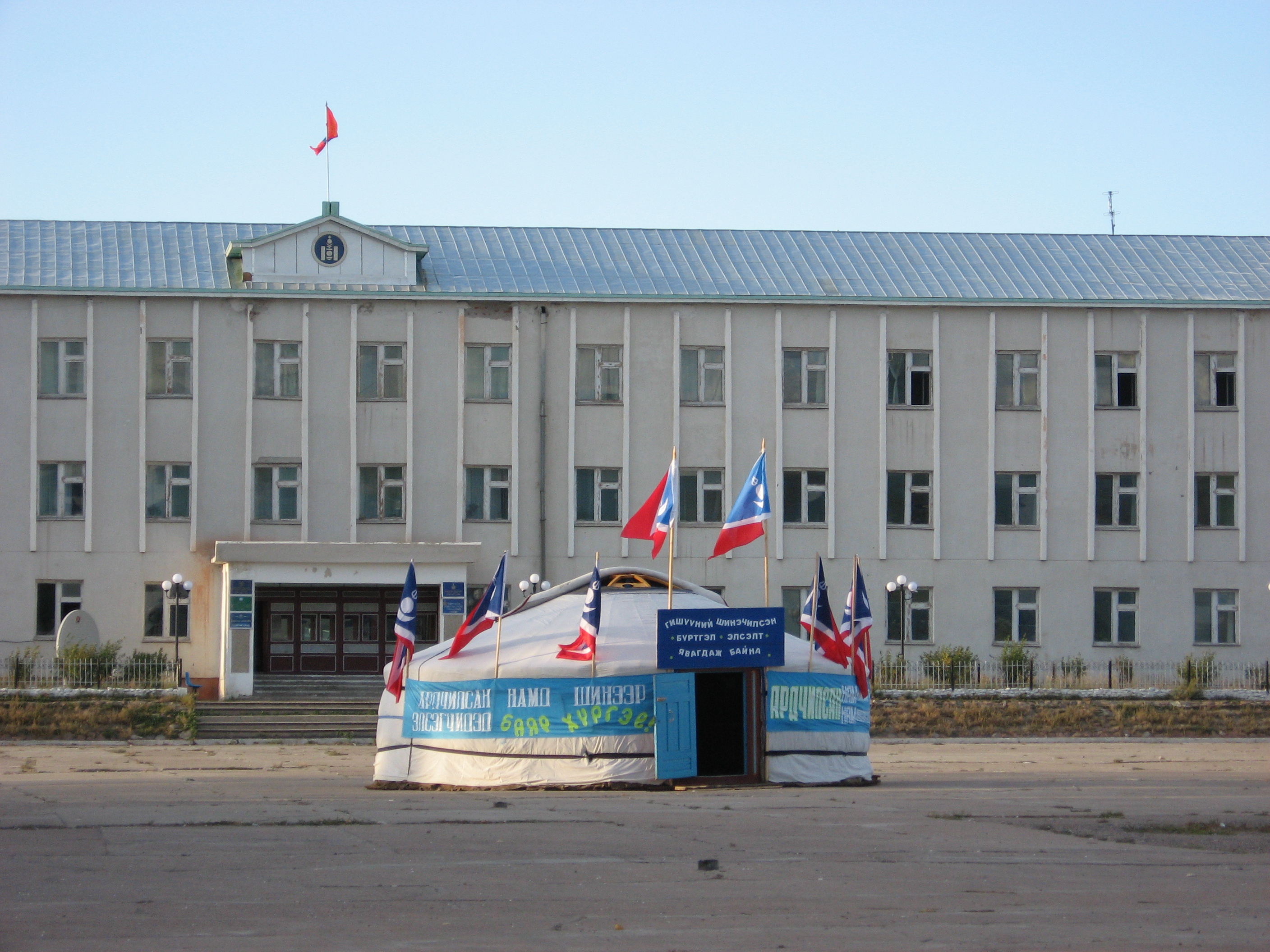
Предвыборная агитационная юрта демократической партии перед зданием администрации аймака, 2006 год

## Общие сведения
В конце 2007 года население города составляло 36 082 человека, площадь — 102,9 км², плотность населения — 351 человек на 1 км². Расположен рядом с рекой Дэлгэр-Мурэн, левым истоком реки Селенга. В городе есть музей, театр, больница, почта, несколько школ и детских садов. Здесь же расположен один из крупнейших торговых рынков Монголии. Важное значение имеет городской аэропорт, обслуживающий местные линии (на Улан-Батор, Булган, Ховд), а также международные рейсы зарубежных авиакомпаний.

## Климат
В Мурэне климат засушлив, с длинной, очень сухой и холодной зимой и коротким, но теплым летом.
| Показатель                    | Янв.  | Фев.  | Март  | Апр.  | Май   | Июнь | Июль | Авг. | Сен.  | Окт.  | Нояб. | Дек.  | Год   |
| ----------------------------- | ----- | ----- | ----- | ----- | ----- | ---- | ---- | ---- | ----- | ----- | ----- | ----- | ----- |
| Абсолютный максимум, °C       | 4,5   | 9,2   | 18,7  | 27,1  | 32,5  | 35,4 | 33,9 | 33,0 | 28,8  | 23,6  | 10,7  | 9,6   | 35,4  |
| Средний суточный максимум, °C | −14,5 | −9,3  | 0,8   | 9,9   | 18,2  | 22,9 | 23,4 | 21,9 | 16,7  | 7,6   | −3,7  | −12,1 | 6,8   |
| Средняя температура, °C       | −22,7 | −18,3 | −8    | 1,4   | 9,7   | 15,2 | 16,2 | 14,4 | 7,9   | −0,7  | −11,4 | −19,8 | −1,3  |
| Средний суточный минимум, °C  | −28,8 | −25,8 | −15,9 | −6,4  | 1,2   | 7,5  | 10,1 | 7,6  | 0,4   | −8    | −18   | −25,6 | −8,4  |
| Абсолютный минимум, °C        | −45,7 | −44,3 | −34,6 | −22,3 | −11,7 | −5,8 | 1,4  | −1,6 | −12,7 | −27,3 | −37,9 | −45,8 | −45,8 |
| Норма осадков, мм             | 1     | 1     | 0     | 7     | 15    | 42   | 59   | 54   | 17    | 5     | 1     | 1     | 203   |
| Источник: World Climate       |       |       |       |       |       |      |      |      |       |       |       |       |       |

## Население
| 2000     | 2007     | 2010     | 2013     | 2014     | 2015     |
| -------- | -------- | -------- | -------- | -------- | -------- |
| 119 063  | ↘36 082  | ↗114 331 | ↗118 162 | ↗122 361 | ↗127 101 |
| 2016     | 2017     | 2018     | 2019     |          |          |
| ↗128 771 | ↗130 471 | ↗132 763 | ↗134 530 |          |          |

## История
Город Мурэн развился из буддийского монастыря Мурэнгийн-хурэ, основанного в 1809 году на берегу реки Дэлгэр-Мурэн. В 1921 году в монастыре проживали 1300 лам. В 1937 году монастырь был разрушен.
В начале 1990-х годов на месте старого монастыря был основан небольшой новый монастырь Дандзадарджа-хийд. Тогда же вблизи города было обнаружено массовое захоронение 5 тысяч расстрелянных монахов (это составляло свыше 1 % всего взрослого населения Монголии в 1937 году).

## Примечательные здания
- На конец XIX века в Мурэне находилось 60 храмов и монастырей. Одним из самых важных монастырей был Мурэнгийн-хурэ, в котором проживало около 2500 монахов. Он был известен своими танцами Цам. В 1937 году, однако, монастыри и храмы Мурэна были уничтожены по приказу Чойбалсана, как и по всей Монголии. Небольшой новый монастырь Данзандаржа, был построен в западной части Мурэна в июне 1990 года в традиционном стиле, и где в настоящее время живут 40 монахов.[4] Также вокруг него были построены несколько ступ и высокая статуя Будды.
- Ещё примечательные здания находятся на Центральной площади: городской театр и почта находятся на южной и юго-западной сторонах большой центральной площади. Напротив находится администрация аймака, построенная в социалистическом стиле. В середине площади находится конная статуя — памятник Чингунжаву, лидеру местного движения против династии Цин, установленный в 2010 году. Этой конной статуей заменили старый памятник Даваадоржи (см. ниже).
- Памятник Даваадоржи, монгольскому пограничнику из Хувсгела, что был убит в перестрелке на синьцзянской границе в 1948 году. Памятник был перенесен в поселок пограничных войск, в 300 метрах к северо-востоку от Центральной площади.
- Перед аэропортом находится памятник Гэлэнху (1870—1938), буддийскому монаху, который пытался летать на крыльях из овечьей кожи возле посёлка Жаргалант в 1930-е годы.[5]
- Музей, основанный в 1949 году, расположен между Центральной Площади и стадионом. В музее числится около 4000 объектов, среди которых традиционные одежда и другие предметы меньшинств, проживающих в Хувсгеле.[6]
- Стадион борцов — современное здание в восточной части города. Перед стадионом был воздвигнут мемориал в честь трех известных борцов из Мурэна. Также напротив стадиона был построен специальный парк для детей.

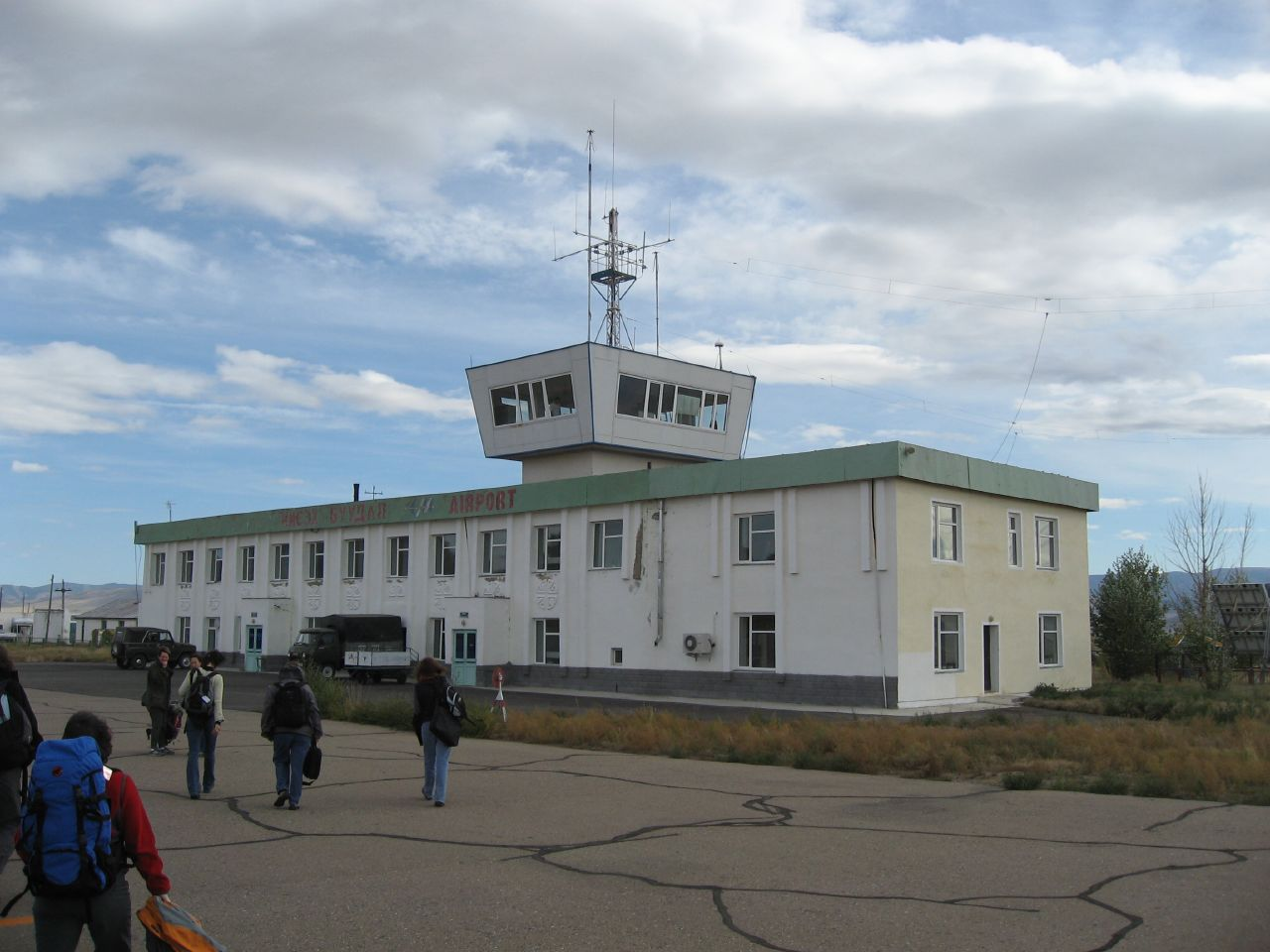
Аэропорт
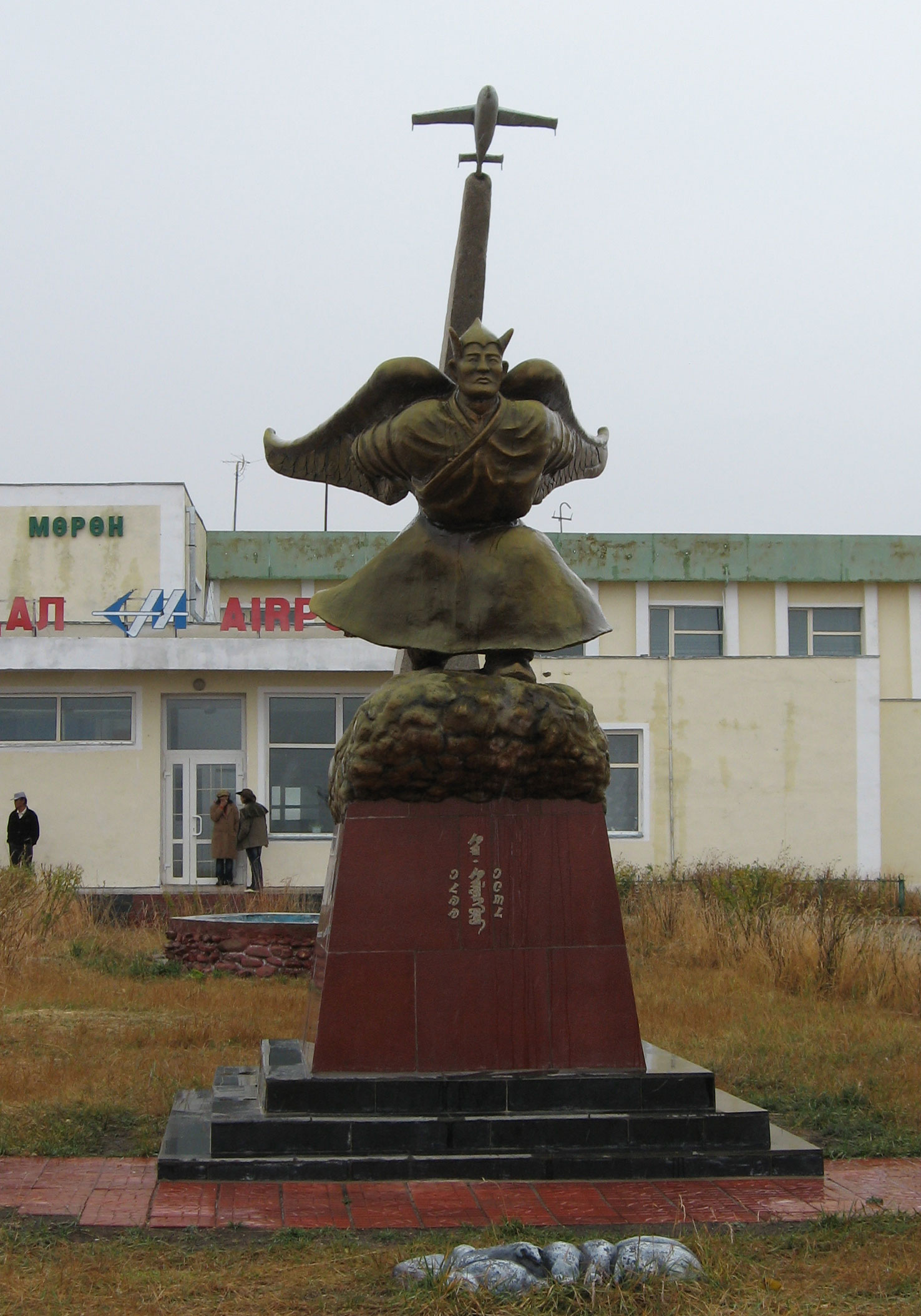
Памятник Гэлэнху перед аэропортом
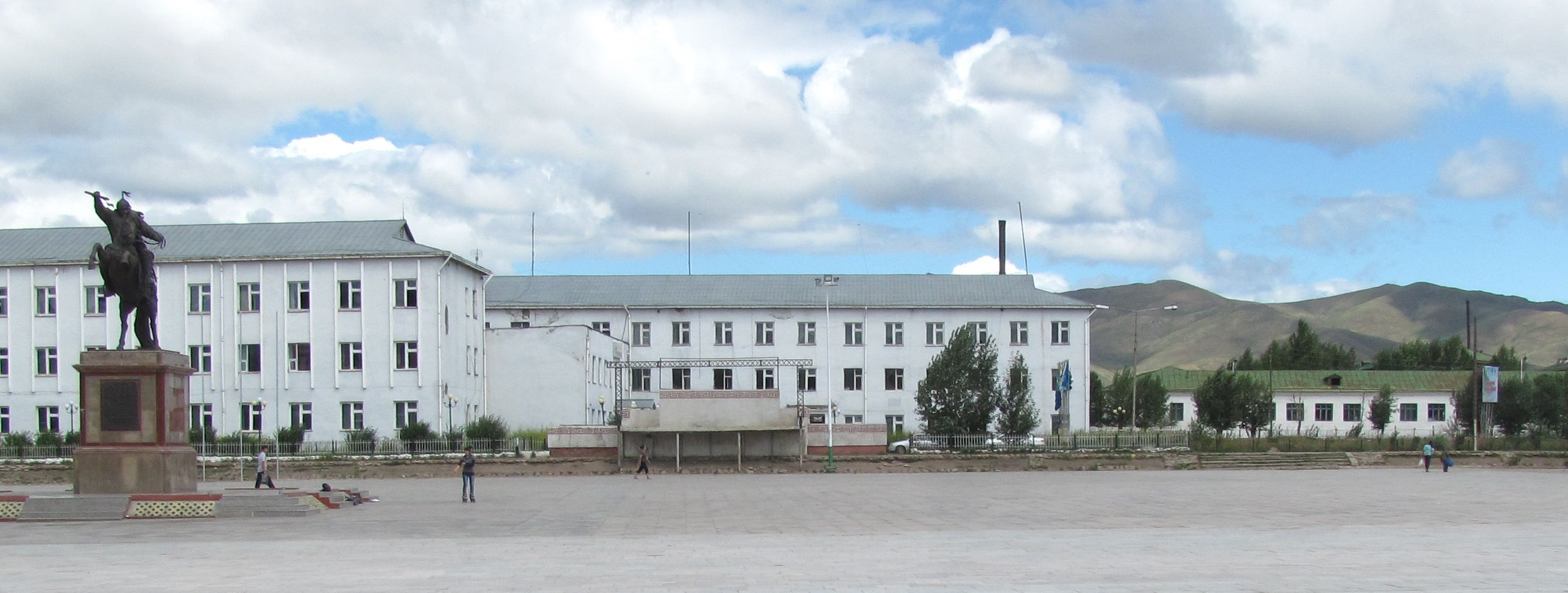
Центральная площадь и памятник Чингунжаву
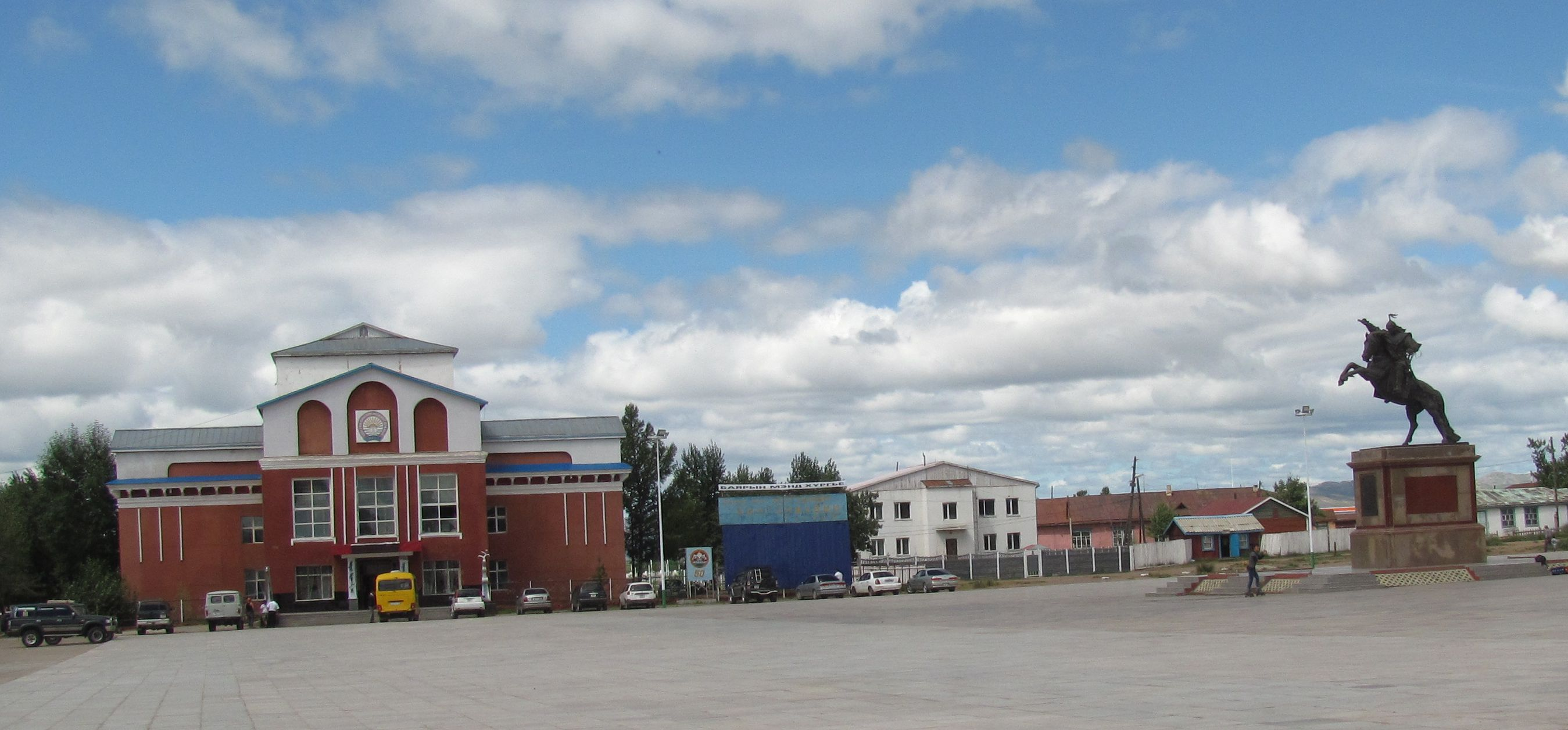
Музей аймака
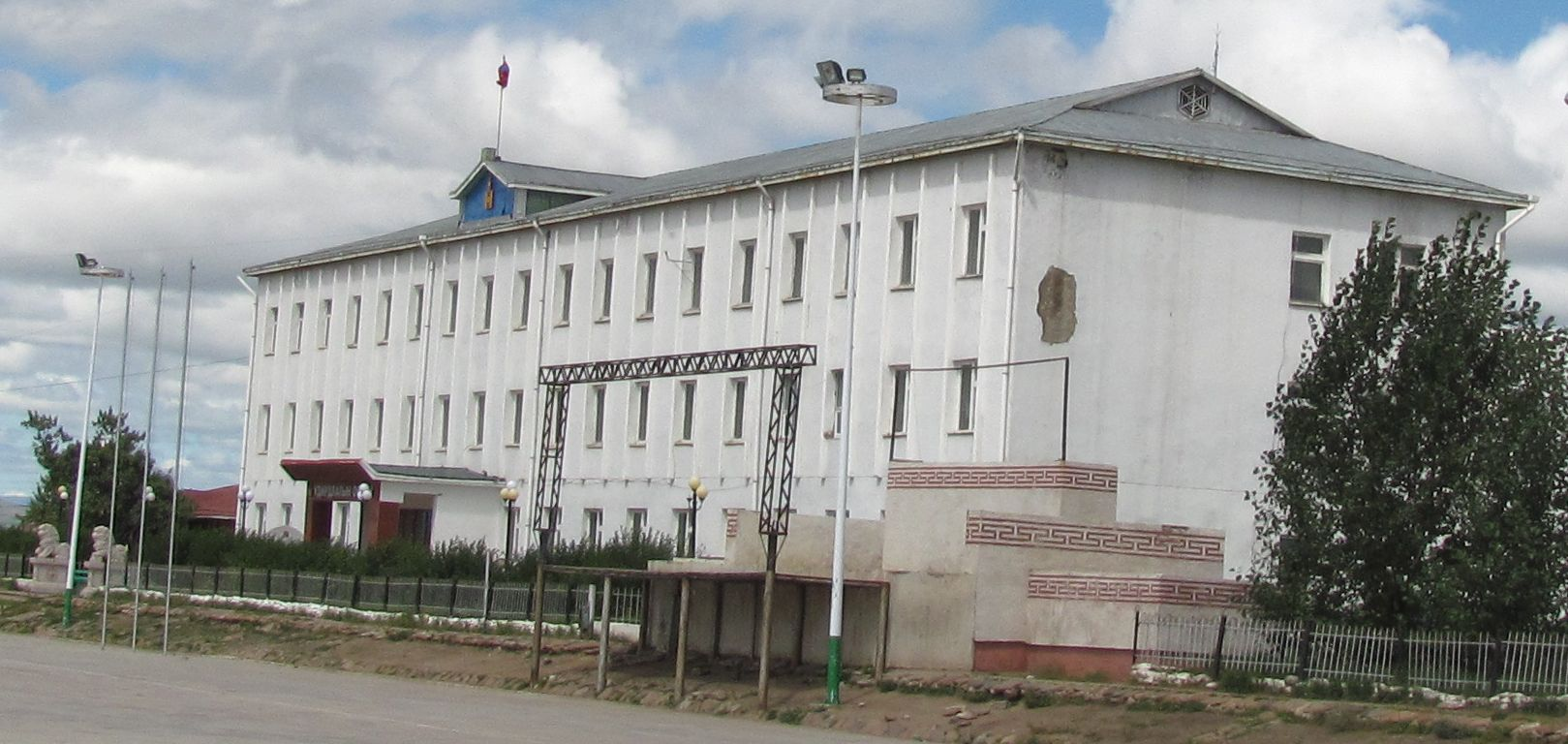
Аймачная администрация
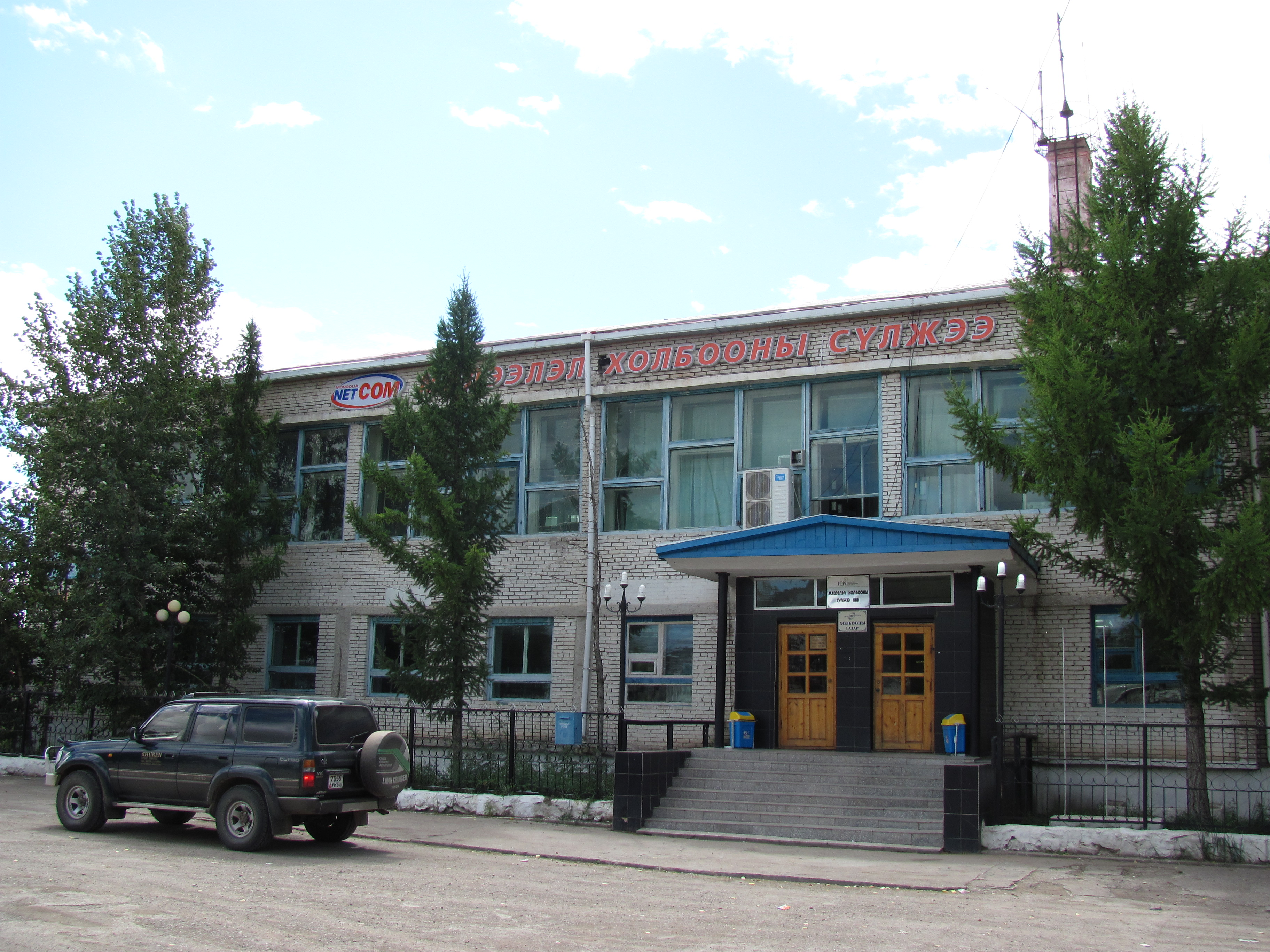
Почта
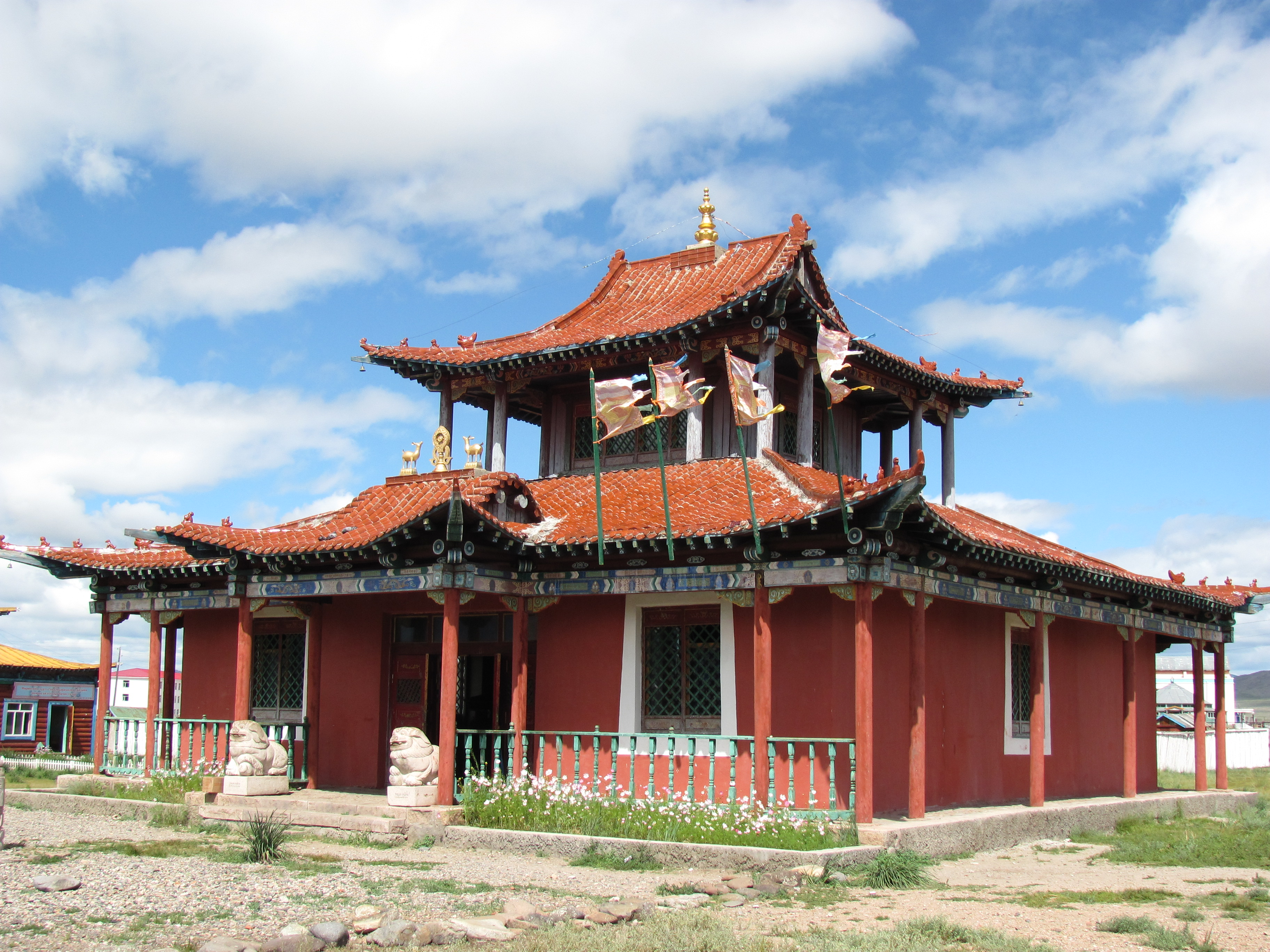
Монастырь Данзандаржа
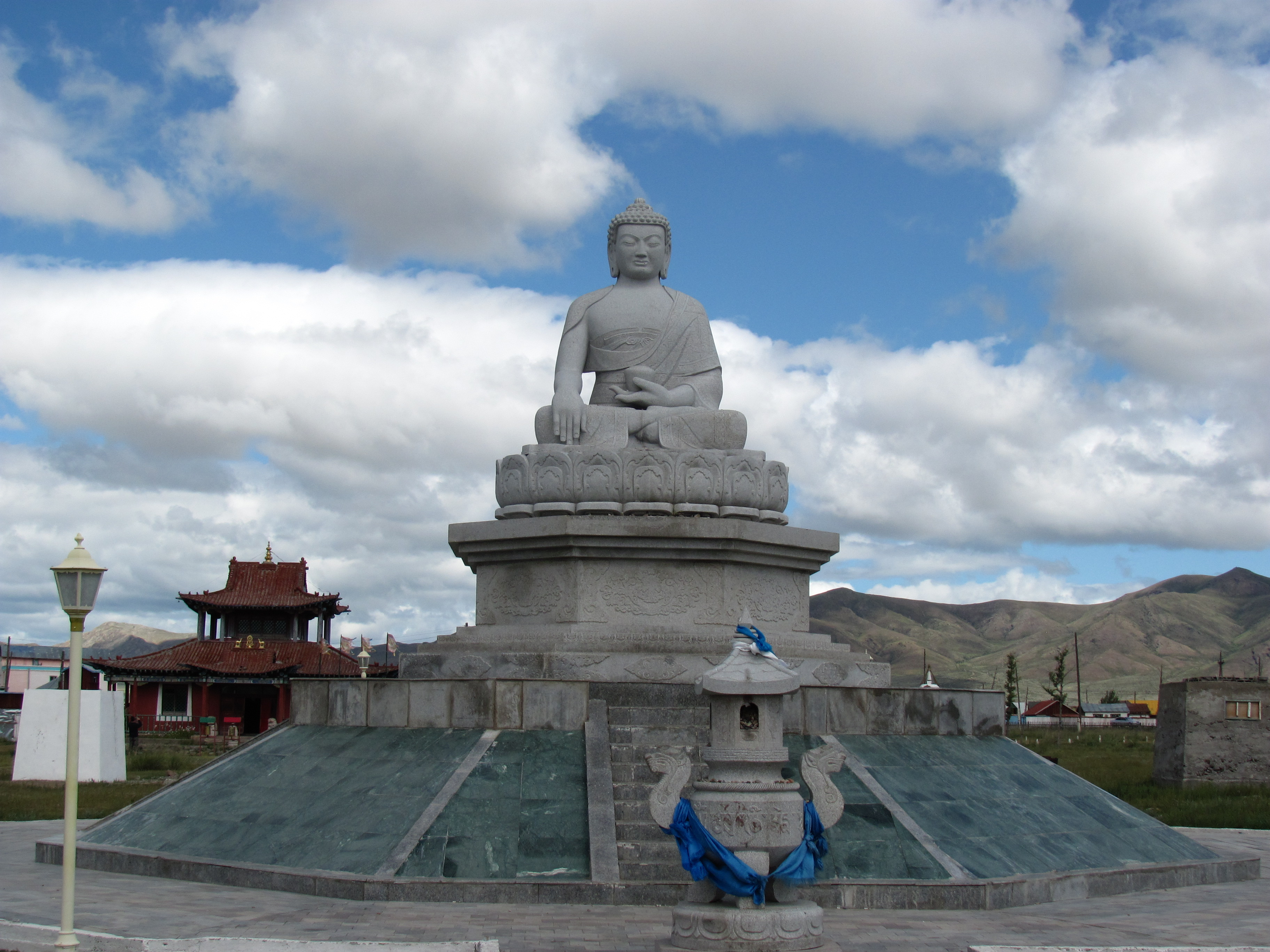
Статуя Будды в монастыре
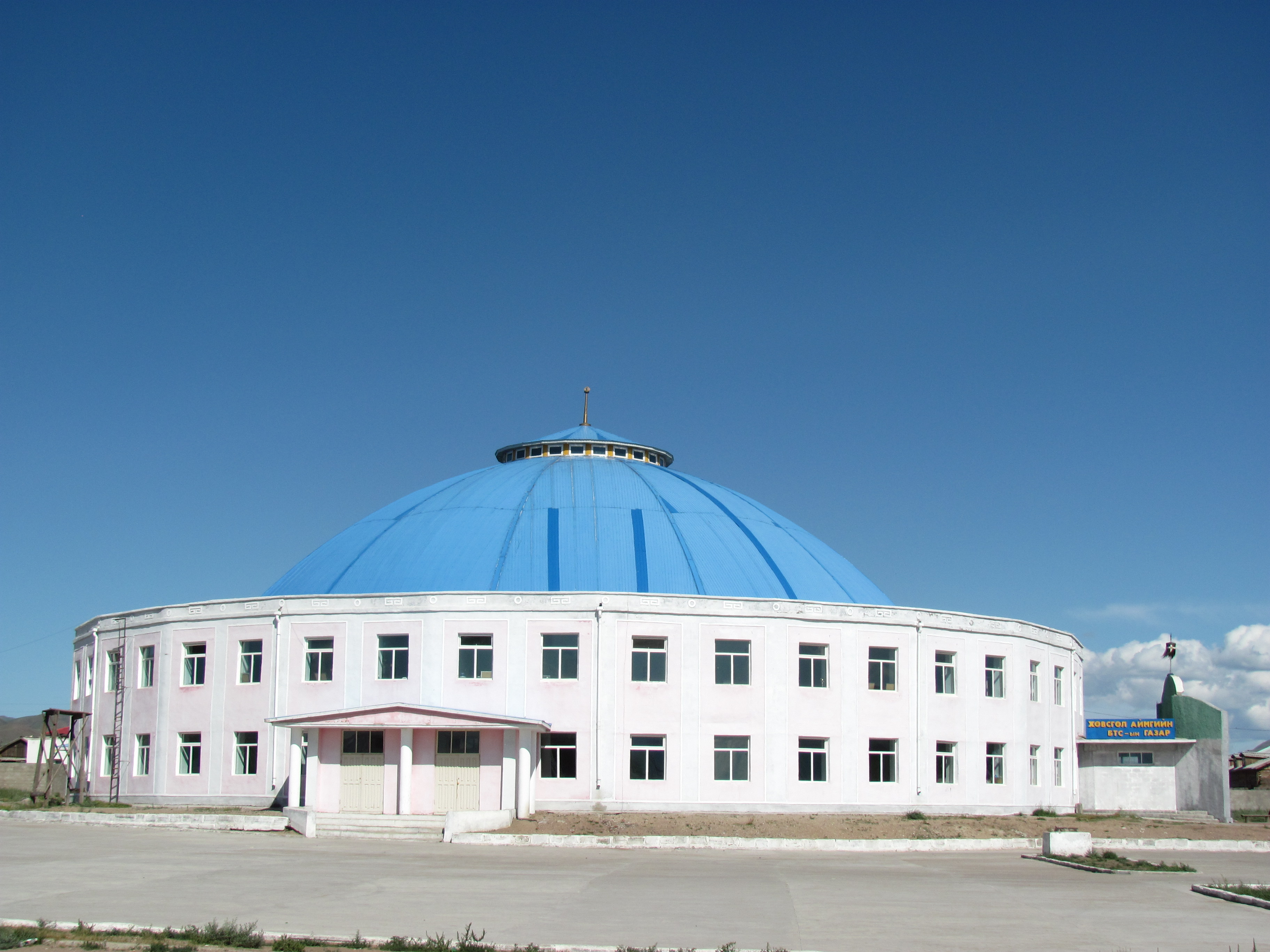
Стадион борцов
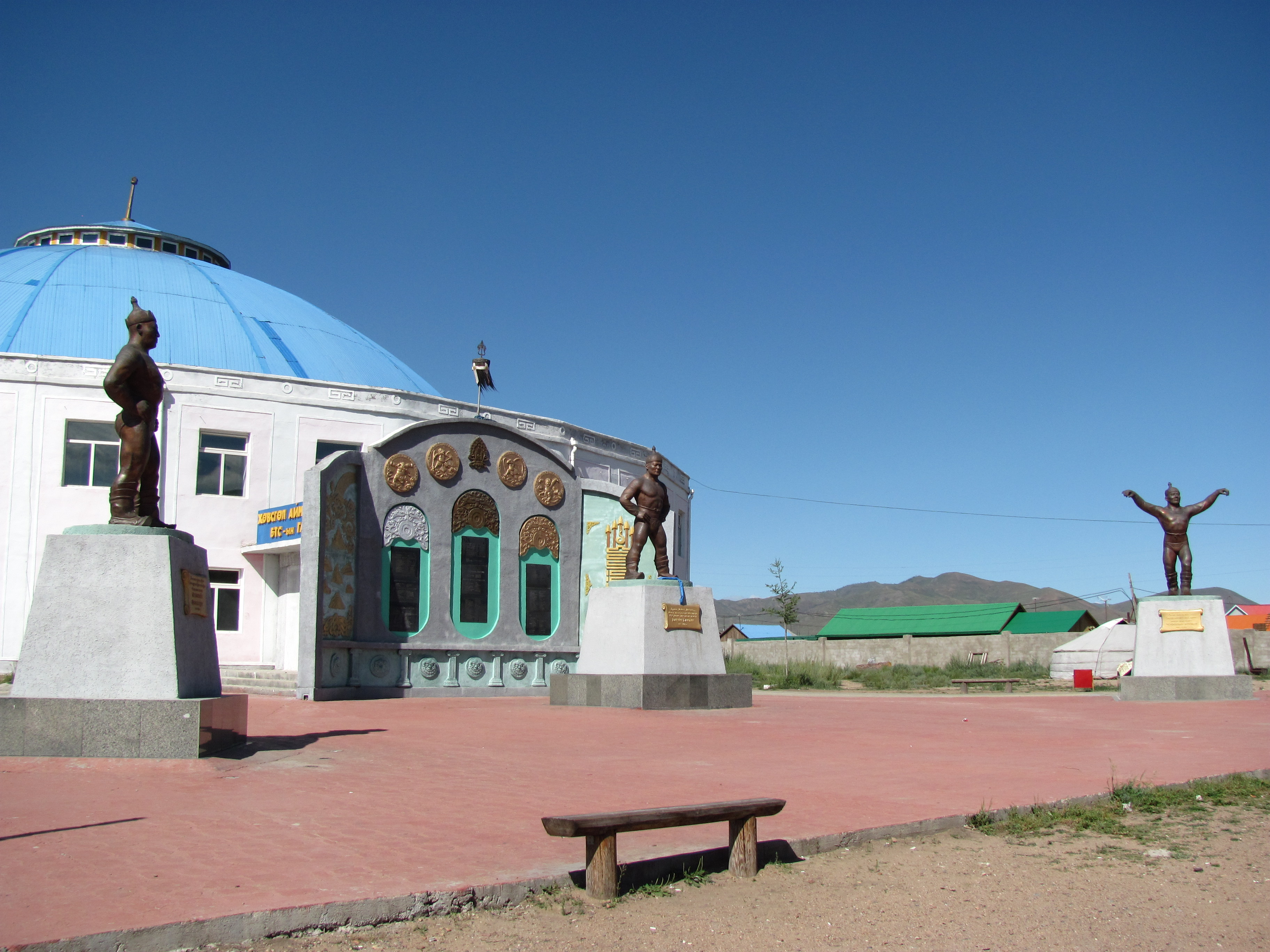
Мемориал борцам